# Elektrická polarizace (veličina)
Elektrická polarizace (někdy také nazývána hustota polarizace nebo hustota elektrického dipólového momentu) je vektorová fyzikální veličina, která vyjadřuje účinek vnějšího elektrického pole na dielektrikum.

## Značení, definice a jednotky
- Doporučené značení:[1] P, případně Di[pozn. 1]
- Definice:[1]
Elektrická polarizace je definována vztahem:[1]
{\displaystyle {\boldsymbol {P}}={\boldsymbol {D}}-\varepsilon _{0}{\boldsymbol {E}}}, kde E a D jsou vektory intenzity elektrického pole a elektrické indukce, ε0 je permitivita vakua
- Jednotky:[1][2]
Hlavní jednotkou v SI je 1 coulomb na metr čtvereční, značka 1 C·m−2
Používanými (dříve normou doporučovanými) násobky a díly jsou
  - 1 kilocoulomb na čtverečný metr, značka 1 kC·m−2
  - 1 milicoulomb na čtverečný metr, značka 1 mC·m−2
  - 1 mikrocoulomb na čtverečný metr, značka 1 μC·m−2
  - zastaralou jednotkou, dnes již neodpovídající doporučené tvorbě násobků, je 1 coulomb na čtverečný centimetr, značka 1 C·cm−2 = 104 C·m−2

## Vlastnosti a výpočet

### Závislost na vnějším poli
V lineárním dielektriku je elektrická polarizace přímo úměrná intenzitě elektrického pole. Koeficient úměrnosti se zpravidla zapisuje pomocí součinu více veličin:
{\displaystyle {\boldsymbol {P}}=\varepsilon _{0}(\varepsilon _{\mathrm {r} }-1){\boldsymbol {E}}=\varepsilon _{0}\chi _{\mathrm {e} }{\boldsymbol {E}}}, kde
- εr je relativní permitivita,
- χe je elektrická susceptibilita.

Platnost tohoto vztahu se rozšiřuje i na neizotropní lineární dielektrika, relativní permitivitu a elektrickou susceptibilitu je pak třeba chápat jako tenzory 2. řádu.
Nelineární závislost pak mají např. tzv. feroelektrické látky (feroelektrika), u kterých se v určitém intervalu teplot vyskytuje anomální závislost polarizace na vnějším elektrickém poli, zvaná (stejně jako u obdobných feromagnetik) hysterezní křivka. Při poklesu vnějšího elektrického pole na nulu se u nich může udržet nenulová elektrická polarizace a tedy i nenulová elektrická indukce. Příkladem takových látek je Seignettova sůl (NaKC4H4O6· 4H2O) nebo titaničitan barnatý (BaTiO3).
Jiným typem látek s trvalou (nenulovou) elektrickou polarizací jsou tzv. elektrety.

### Mikroskopické vysvětlení
Elektrická polarizace je rovna objemové hustotě elektrického dipólového momentu p v prostředí:
{\displaystyle {\boldsymbol {P}}={\frac {\mathrm {d} {\boldsymbol {p}}}{\mathrm {d} V}}}, resp. {\displaystyle {\boldsymbol {p}}=\int _{V}{\boldsymbol {P}}\,\mathrm {d} V},
kde naznačená derivace a integrace se bere v tzv. makroskopickém smyslu, tedy limitní proces končí na elementech objemu, ve kterých se ještě neprojevuje částicová struktura látek.
Vzhledem k částicové struktuře látek lze polarizaci vyjádřit jako podíl součtu všech dipólových momentů pi jednotlivých částic v dané oblasti dielektrika a objemu V této oblasti:
{\displaystyle {\boldsymbol {P}}={\frac {\sum _{i}{\boldsymbol {p}}_{i}}{V}}}.
Obecné vysvětlení jevu elektrické polarizace tedy spočívá ve vázaných elektrických nábojích vytvářejících permanentní a indukované elektrické dipóly. Podstatu a vlastnosti chování elektrické polarizace však vysvětlují až teorie materiálových konstant, vycházející z mikroskopické struktury látek. Zkoumají závislost dipólových momentů jednotlivých částic dielektrických látek na lokálním poli i jejich vzájemnou interakci ve struktuře těchto látek.